# 水江町
水江町（みずえちょう）は、神奈川県川崎市川崎区の町名である。住居表示に関する法律に基づく住居表示が実施されているが、丁目は設けられていない。面積は1764749.49m²。全域が工業専用地域に指定されている。

## 地理
川崎区の臨海部に位置する、四方を運河に囲まれた埋立地である。北側中央からバス通り（市道皐橋水江町線）が通り、その西側は入江崎運河を挟み池上町、東側は水江運河を挟み夜光3丁目となる。東は塩浜運河を挟み千鳥町、南は京浜運河を挟み東扇島、西は池上運河を挟み扇町に向き合うが、一般車両および歩行者が町外へ直接往来できるのは皐橋水江町線を介してのみである。
町域を南北に走る皐橋水江町線の西側はJFEスチール東日本製鉄所、東側は東亜石油京浜製油所が大きな面積を占め、他に東亜石油水江発電所、ヒッツ川崎発電所、大陽日酸、日東亜鉛、エリーパワー、川崎ゼロ・エミッション工業団地、日本通運物流センターなどが立地する。
住民のいない工業地帯であるが、市立小・中学校に通う場合は川崎市立藤崎小学校および川崎市立川中島中学校の学区である旨が定められている。

### 交通
皐橋水江町線には川崎鶴見臨港バス・川崎市営バスの路線バスが川崎駅東口と水江町内を結んでいる。終点となるバス停は「水江町」のほか「エリーパワー前」「ゼロ・エミ工業団地」の三か所。前述の通り町の外へ行き来できるのはこの皐橋水江町線のみであるが、JFEスチールの構内には京浜運河の下を潜り抜ける海底トンネルがあり、東扇島を経て扇島へと通じている。このトンネルは関係車両のみ通行が可能である。水江町と東扇島の間には、支間長525mの斜張橋などからなる、全長3kmの臨港道路が2028年頃の完成を目標に整備中である。
かつては川崎貨物駅から貨物専用の神奈川臨海鉄道水江線が伸び、水江町駅で日本鋼管（現 JFEスチール）や東亜石油の原料・製品の輸送を扱っていたが、2017年に廃線となった。

## 歴史
江戸時代までは、現在の水江町の東側は大師河原村字塩浜地先の遠浅の海面、西側は池上新田字入江ヶ崎で、明治初期まで池上家の海苔養殖場が設けられていた。1935年（昭和10年）より東亜港湾埋立事業が始まり、1937年には県営埋立事業に引き継がれた。1941年に第一期工事分の公有水面埋立地1.28km²が川崎市に編入され、水江町と命名された。町名の由来は、この地が1762年（宝暦12年）に検地を受けた池上新田の入江ヶ崎地先に位置したことから、入江を水江に読み替えて名付けられたと伝えられる。その後6回に渡り造成が行われ、1974年には住居表示を実施するとともに池上新田字入江ヶ崎を編入して、現在の町域となった。1964年には、塩浜操駅（現 川崎貨物駅）から水江町駅までの神奈川臨海鉄道水江線が開通した。

## 事業所
2021年（令和3年）現在の経済センサス調査による事業所数と従業員数は以下の通りである。
| 町丁   | 事業所数 | 従業員数 |
| ------ | -------- | -------- |
| 水江町 | 92事業所 | 3,732人  |

### 事業者数の変遷
経済センサスによる事業所数の推移。
| 年                 | 事業者数 |
| ------------------ | -------- |
| 2016年（平成28年） | 102      |
| 2021年（令和3年）  | 92       |

### 従業員数の変遷
経済センサスによる従業員数の推移。
| 年                 | 従業員数 |
| ------------------ | -------- |
| 2016年（平成28年） | 3,494    |
| 2021年（令和3年）  | 3,732    |

## その他

### 日本郵便
- 郵便番号 : 210-0866[3]（集配局 : 川崎港郵便局[16]）

### 警察
町内の警察の管轄区域は以下の通りである。
| 番・番地等 | 警察署         | 交番・駐在所 |
| ---------- | -------------- | ------------ |
| 全域       | 川崎臨港警察署 | 浜町交番     |